# اورومچی ایر
اورومچی ایر (به انگلیسی: Urumqi Air) یک شرکت هواپیمایی با کد یاتا UQ است که در تاریخ ۲۰۱۴ میلادی تأسیس شده و در تاریخ ۲۰۱۴ فعالیتش را آغاز کرده‌است.
دفتر مرکزی اورومچی ایر در اورومچی، جمهوری خلق چین واقع شده‌است و قطب این شرکت هواپیمایی در فرودگاه بین‌المللی اورومچی دیووپو قرار دارد و به ۳ مقصد، پرواز مستقیم انجام می‌دهد.

## مقصدهای پروازی

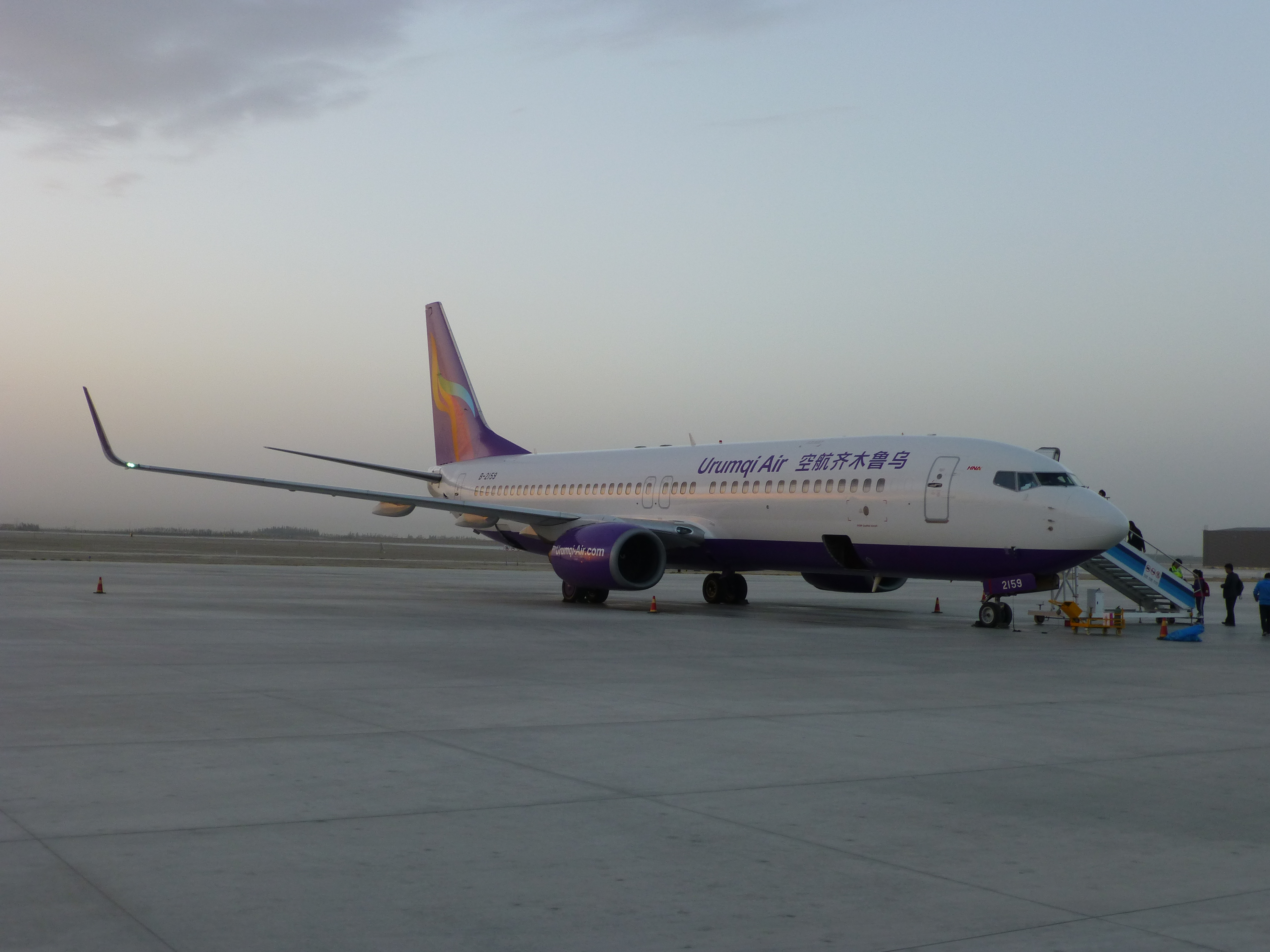
بوئینگ ۷۳۷ اورومچی ایر.

| [H] | قطب |